# Óscar Vallejo Duarte
Oscar Willington Vallejo Duarte (Montevideo, Uruguay, 11 de febrero de 1976) es un exfutbolista uruguayo que perteneció a una destacada generación de jugadores de Peñarol, como Federico Magallanes, Nicolás Rotundo y Antonio Pacheco.

## Trayectoria
Comenzó el baby futbol en Huracán del Cerro y continuó más adelante en Liverpool fc, pasando por selecciones de la Liga Atahualpa dos años consecutivos en 1987 y 1988.
En 1989 es fichado por Peñarol pasando por todas sus divisiones juveniles hasta 1993, donde en cuarta ya comienza a alternar en tercera y gracias a su desempeño lo llevaría a participar del plantel principal.

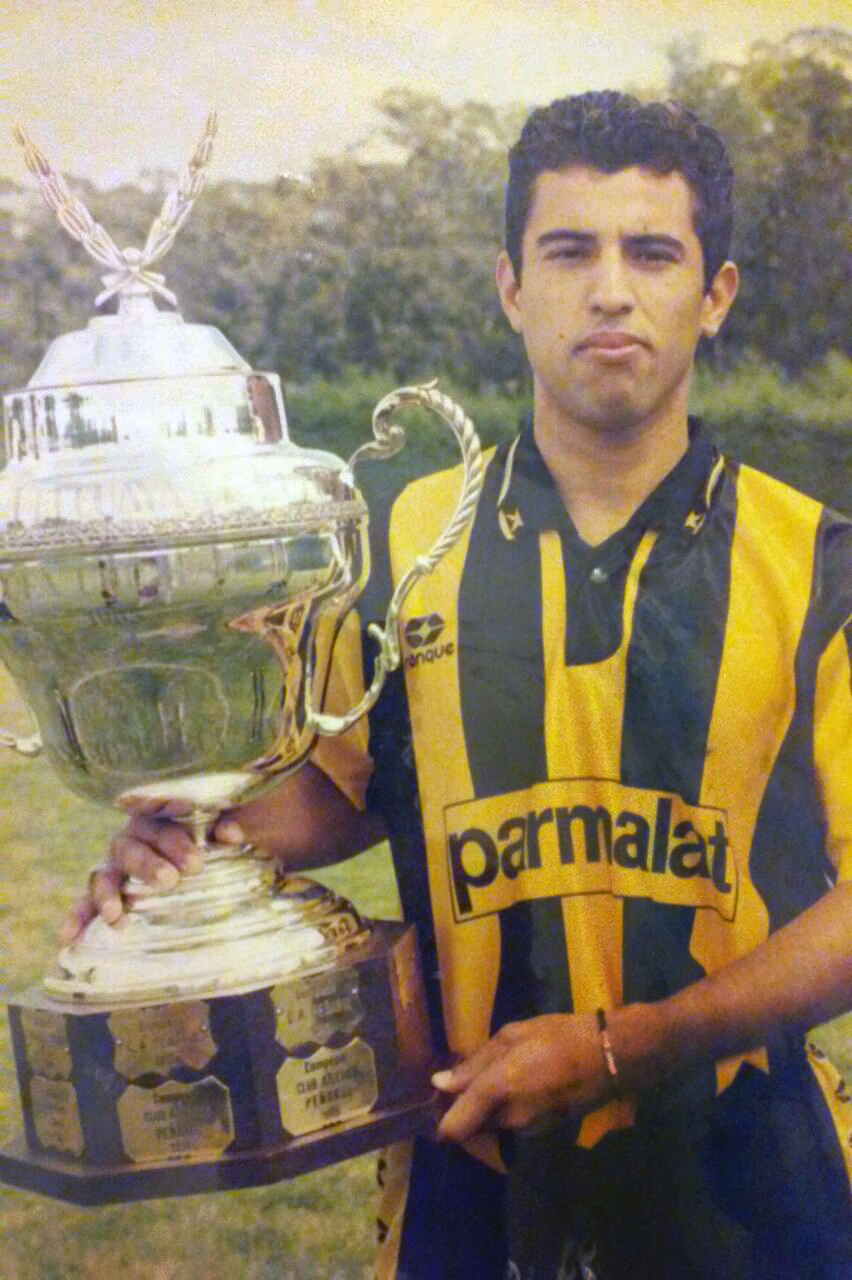
Vallejo con la copa del Campeonato 1995.

El 21 de septiembre de 1995 debuta en primera con Peñarol, equipo donde jugaría por 2 temporadas y con quien consigue salir campeón a manos de Gregorio Pérez y luego con Jorge Fossati.
Para 1996 es cedido a Rampla Juniors donde jugaría por una temporada para luego pasar en 1998 nuevamente cedido al Q. Hai linfeng de la entonces llamada liga Jia-A, primera división de China,
donde jugaría media temporada para pasar en el mismo año a jugar en el ya disuelto Tigrillos de la UANL de México en calidad de cedido.
Al año siguiente volvería a fichar por Rampla Juniors y sería su segundo pasaje por el club disputando dos temporadas con el rojiverde, precisamente durante el Campeonato Uruguayo de 1999, el 21 de septiembre en el encuentro por la fecha 10, Vallejo pasaría a la historia de los clásicos entre rampla y el club atlético cerro tras convertirle 3 goles en la goleada que terminaría 4 a 2, ganando Rampla y posicionando a vallejo como el mayor goleador en un partido de la historia de los clásicos de la villa.
En el 2001 pasaría a El Tanque Sisley donde jugaría hasta el 2003, donde luego emigraria a El Salvador más precisamente a Alianza fc donde disputaría la temporada 2003/2004 donde demostraría un gran desempeño quedando como el mayor goleador del equipo en el torneo con 5 conquistas.
Para el año siguiente volvería a Uruguay fichando por Progreso teniendo un fugaz pasaje donde nuevamente y en el mismo año emigraria a El Salvador, esta vez a jugar para San Salvador fc la temporada 2004/2005 logrando un buen nivel y quedando como mayor goleador del equipo con 6 goles, terminado el torneo rescinde contrato y vuelve a Uruguay.
Al volver a Uruguay en 2006 vallejo ficharía por Peñarol, pase que nunca logró concretarse debido al fallecimiento de su padre, hecho que lo desmotivo animicamente y en gran medida anticipo su retiro del deporte.

## Clubes
Historial de clubes
| Club             | País        | Año       |
| ---------------- | ----------- | --------- |
| Peñarol          | Uruguay     | 1994/1996 |
| Rampla Juniors   | Uruguay     | 1996/1997 |
| Q. Hai linfeng   | China       | 1998      |
| Tigrillos UANL   | México      | 1998      |
| Rampla Juniors   | Uruguay     | 1999/2000 |
| El Tanque Sisley | Uruguay     | 2001/2003 |
| Alianza FC       | El Salvador | 2003/2004 |
| Progreso         | Uruguay     | 2004      |
| San Salvador FC  | El Salvador | 2004/2005 |

## Palmarés
Campeonatos Nacionales
| Título              | Club    | País    | Año  |
| ------------------- | ------- | ------- | ---- |
| Campeonato Uruguayo | Peñarol | Uruguay | 1994 |
| Campeonato Uruguayo | Peñarol | Uruguay | 1995 |

## Tripletes
| Lista de partidos en los que anotó tres o más goles | Lista de partidos en los que anotó tres o más goles | Lista de partidos en los que anotó tres o más goles | Lista de partidos en los que anotó tres o más goles | Lista de partidos en los que anotó tres o más goles | Lista de partidos en los que anotó tres o más goles | Lista de partidos en los que anotó tres o más goles |
| N.º                                                 | Fecha                                               | Estadio                                             | Partido                                             | Goles                                               | Resultado                                           | Competición                                         |
| --------------------------------------------------- | --------------------------------------------------- | --------------------------------------------------- | --------------------------------------------------- | --------------------------------------------------- | --------------------------------------------------- | --------------------------------------------------- |
| 1                                                   | 21 de septiembre de 1999                            | Estadio Centenario, Montevideo                      | Rampla Juniors - Cerro                              | Anotado · Anotado · Anotado                         | 4 - 2                                               | Primera División de Uruguay 1999                    |

## Destinciones Personales
En 2011 Vallejo juntos a la mayoría de los integrantes de los planteles de Peñarol campeones del quinquenio, entre otros destacados exfutbolistas de la institución recibieron medallas de reconocimientos por haber pertenecido a tan destacada generación.

## Actualidad
Actualmente es representante de futbolistas